# Ratatat
Ratatat är en New York-baserad indierockduo bestående av Mike Stroud (gitarr) och musikproducenten Evan Mast (bas, synthesizer).

## Diskografi
Album
- 2004 – Ratatat
- 2004 – Ratatat Remixes Vol. 1
- 2006 – Classics
- 2007 – Ratatat Remixes Vol. 2
- 2008 – LP3
- 2010 – LP4

Singlar
- 2003 - Seventeen Years
- 2004 - Cherry
- 2006 - Wildcat
- 2006 - Lex
- 2007 - Loud Pipes
- 2008 - Shiller
- 2008 - Shempi
- 2009 - Mirando
- 2010 - Party with Children
- 2010 - Drugs

Ratatat remix
- 2005 - The Comeback (Shout Out Louds, Ratatat remix)
- 2006 - We Share Our Mothers' Health (The Knife, Ratatat remix)
- 2006 - Vapors (Biz Markie, Ratatat remix)
- 2007 - You Kept Me Waiting Too Long (Television Personalities, Ratatat remix)
- 2008 - Wanderlust (Björk Ratatat remix)
- 2008 - Party and Bullshit (The Notorious BIG, Ratatat remix)